# Nova Olinda do Maranhão
Nova Olinda do Maranhão – miasto i gmina w Brazylii, w Regionie Północno-Wschodnim, w stanie Maranhão.  
Ma powierzchnię 2452,6 km². Według danych ze spisu ludności w 2010 roku gmina liczyła 19 134 mieszkańców, a gęstość zaludnienia wynosiła 7,8 os./km². Dane szacunkowe z 2019 roku podają liczbę 20 928 mieszkańców. 
W 2017 roku produkt krajowy brutto per capita wyniósł 6391,82 reali brazylijskich.
Gminę utworzono w 1994 roku, wcześniej tereny te administracyjnie były przynależne do gminy Santa Luzia do Paruá.